# Arena Jaskółka Tarnów
Arena Jaskółka Tarnów – wielofunkcyjna hala widowiskowo-sportowa w Tarnowie, oddana do użytku 30 listopada 2019 roku, o maksymalnej pojemności ponad 4317 widzów. W obiekcie odbywają się imprezy sportowe, kulturalne, religijne oraz koncerty.  Arena Jaskółka jest pod względem pojemności drugim co do wielkości obiektem tego typu w Małopolsce. 

## Położenie
Arena Jaskółka Tarnów jest położona w dzielnicy Mościce przy ulicy Romualda Traugutta. Znajduje się w kompleksie kulturalno-sportowym, zabudowanym: Stadionem Miejskim w Tarnowie, Centrum Sztuki Mościce, Pływalną krytą – Miejskim Domem Sportu imienia Andrzeja Kiełbusiewicza. Obiekt jest też w niedalekiej odległości od dworca PKP Tarnów Mościce oraz pętli autobusów miejskich.

## Historia
Arena Jaskółka Tarnów powstała w miejscu wcześniejszej Hali Jaskółka. Budowa obiektu sportowego w Mościcach rozpoczęła się w 1968 roku, zbudowany jako kryte sztuczne lodowisko, został oddany do użytku w 1987 roku.  W 1993 roku rozegrano tu konkurencje łyżwiarstwa figurowego podczas 16. Zimowej Uniwersjady. W 1995 roku obiekt został zaadaptowany na funkcje wielofunkcyjnej hali sportowej. Usunięto zużyte instalacje mrożące lodowiska, jednak bandy hokejowe pozostały aż do przebudowy, czyniąc go charakterystycznym obiektem w skali Polski. Nazwę „Jaskółka" wymyślił  Stanisław Przeklasa (trener piłkarski), zwycięzca plebiscytu na nazwę zorganizowanego przez Gazetę Krakowską w 1998 roku. 
Hala Jaskółka  posiadała pojemność ok. 3500 widzów, co stawiało go, do chwili oddania Tauron Areny Kraków, na pierwszym miejscu w Małopolsce. W Hali Jaskółka odbywały się m.in. Targi Zdrowej Żywności. Mecze rozgrywali w niej m.in. koszykarze Unii Tarnów, rywalizujący w rozgrywkach ekstraklasy w latach 1997–2007.
Remont Hali Jaskółka rozpoczął się w 2017 roku. Przebudowa kosztowała blisko 60 mln zł, została sfinansowana z miejskiego budżetu. Została oddana do użytku 30 listopada 2019 roku. Początkowo obiekt miał nosić nazwę Arena Tarnów, po protestach mieszkańców i kibiców zarząd miasta zdecydował się zachować historyczny człon Jaskółka.

## Parametry użytkowe

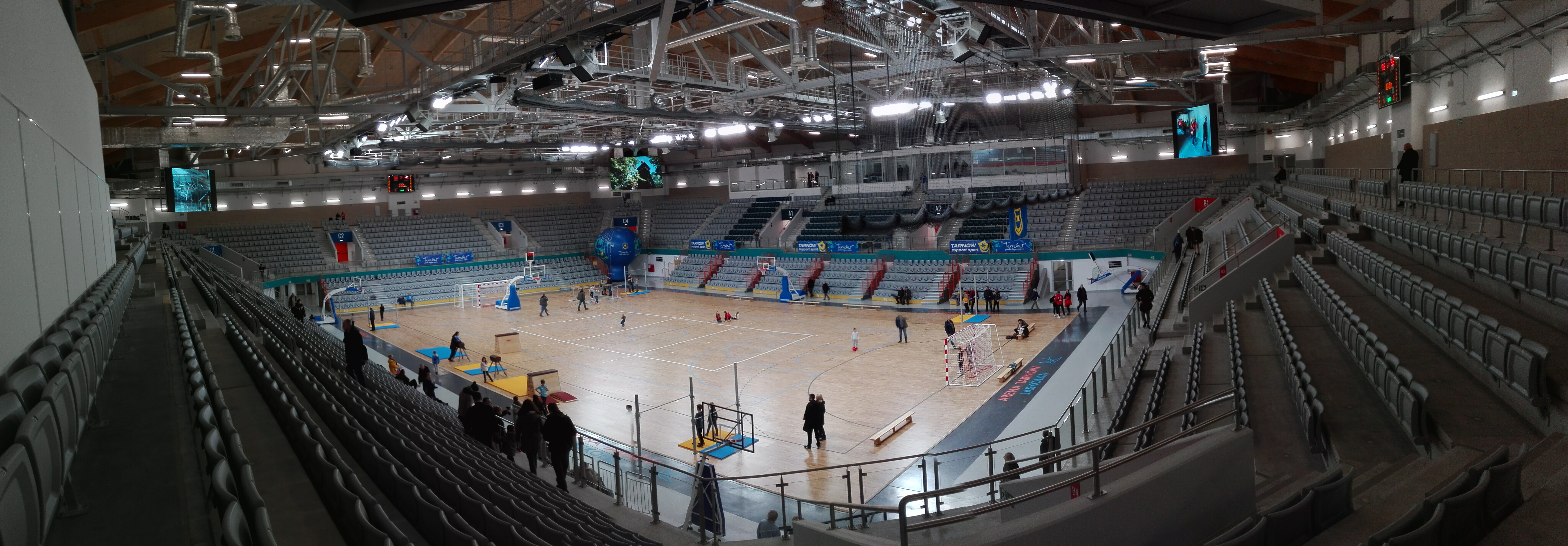
Wnętrze hali

Obiekt ma kubaturę 133 537 m³, powierzchnia użytkowa to 7754,52 m², powierzchnia usługowa – 2519,58 m². Sama arena ma wymiary 33,66×56,25 m. Tarnowska hala przystosowana jest do rozgrywania spotkań futsalu, piłki ręcznej, koszykówki i siatkówki w randze rozgrywek krajowych oraz międzynarodowych – są pełnowymiarowe boiska dla każdej z tych dyscyplin. Hala pomieści 4317 widzów (w tym 271 gości w strefie VIP i 93 dziennikarzy), z czego 3559 na stałych miejscach siedzących oraz 746 na składanych trybunach teleskopowych. Dodatkowo dwanaście miejsc położonych na poziomie areny przeznaczonych będzie dla osób z niepełnosprawnością. Podczas koncertów na płycie głównej są miejsca dla ok. 1000 osób. Dla widzów przygotowano cztery szatnie, na parkingu jest miejsce dla 10 autobusów, około 380 samochodów i 100 rowerów. 

## Funkcje hali
Odrębną częścią Areny Jaskółka Tarnów jest posiadające osobne wejście od strony południowo-wschodniej, centrum odnowy biologicznej o powierzchni ponad 125 metrów kwadratowych. Wyposażone jest m.in. w wanny do hydroterapii, hydromasażu oraz kąpieli wirowej, wirówkę do kończyn górnych, aparat do elektroterapii, urządzenie do krioterapii, materace korekcyjne, stół wielofunkcyjny do ćwiczeń siłowych, stoły do masażu i rehabilitacyjne, laser wysokoenergetyczny z sondą punktową.

## Imprezy sportowe
W sezonie 2024/25 w hali rozgrywała swoje domowe mecze siatkarska drużyna Barkom-Każany Lwów, występująca w rozgrywkach PlusLigi, ale później ta drużyna będzie miała swoje mecze w Elblągu. W przeszłości był to również domowy obiekt zespołu Grupa Azoty Unia Tarnów, grającego w superlidze piłki ręcznej mężczyzn i drużyny siatkarskiej Roleski Grupa Azoty Tarnów, występującej w rozgrywkach Tauron Ligi. Pierwszą oficjalną imprezą sportową w hali był mecz Superligi piłki ręcznej pomiędzy drużynami Grupa Azoty Tarnów i NMC Górnik Zabrze. Zawody, zakończone zwycięstwem gości 33:23, obejrzało około 3000 widzów.
Imprezy międzynarodowe:
- 27-29 grudnia 2019 – Turniej Czterech Narodów w piłce ręcznej mężczyzn z udziałem reprezentacji Polski, Hiszpanii B, Białorusi oraz Zjednoczonych Emiratów Arabskich[13]. Turniej był pierwszą międzynarodową imprezą sportową w nowym obiekcie, a zrazem powrotem do Tarnowa męskiej reprezentacji seniorskiej po 43 latach.
- 2 kwietnia 2022 – Mistrzostwa Europy Seniorów Karate Shinkyokushin[14]
- 12-17 lipca 2022 – Mistrzostwa Europy U-22 w piłce siatkowej mężczyzn[15]
- 22-26 marca 2023 – Polish Open 2023 (Międzynarodowe Mistrzostwa Polski w badmintonie)[16]
- 26 czerwca - 2 lipca 2023 – Badminton na Igrzyskach Europejskich 2023
- 31 maja - 2 czerwca 2024 – Liga Europejska w piłce siatkowej mężczyzn 2024 (12. turniej Złotej Ligi)[17]